# 佐藤潤也
佐藤 潤也（さとう じゅんや）は、日本の研究者。名古屋大学大学院情報科学研究科計算機数理科学専攻准教授。

## 主な略歴
- 1986年 東京理科大学理工学部数学科卒業
- 1991年 名古屋大学大学院理学研究科数学博士課程修了
- 1991年 江南女子短期大学講師
- 1993年 江南女子短期大学教授
- 1996年 名古屋大学大学院人間情報学研究科助教授
- 2003年 名古屋大学大学院情報科学研究科助教授

## 主な所属学会
- 日本数学会など

## 著書
- Aq-Analogue of Riemann's zeta-function and q-Euler numbers,Journal of Number Theory 1989年
- A construction of q-analogue of Dedekind sums,Nagoya Mathematical Journal 1992年